# Philipp Andreas Nemnich
Philipp Andreas Nemnich (* 5. Januar 1764 in Dillenburg; † 6. März 1822 in Hamburg) war ein deutscher Lexikograf, Publizist und Jurist. Verfasser von mehrsprachigen Wörterbüchern.

## Leben
Nemnich kam mit seinen Eltern als Kind nach Hamburg. Er besuchte zunächst das Gymnasium Dillenburg, später die Schule von Lauenburg und die Gelehrtenschule des Johanneums in Hamburg. Er besuchte verschiedene, nicht näher bekannte Universitäten und erlangte am 22. April 1786 an der Universität Gießen den Grad eines Lizenziaten der Rechte. Außerdem bildete er sich in der Kaufmannswesen weiter. Er kehrte nach Hamburg zurück und wurde Advokat. Diese Betätigung erfüllte ihn nicht. Er wendete sich der publizistischen Arbeit zu und veröffentlichte diverse Lexika. Er unternahm 1799 sowie 1805/1806 Reisen nach England, die er publizistische aufarbeitete. In den folgenden Jahren folgten Reisen in die Niederlande, in die Schweiz, nach Frankreich und nach Italien.
Nemnich war in der Zeit der Hamburger Franzosenzeit als Notar und Übersetzer tätig. Er gründete in Hamburg eine Buch- und Kunsthandlung, durch die er auch als Verleger tätig war. Zu den verlegten Autoren zählten unter anderem Andreas Riegelsen Biørn und Johann Hinrich Röding. Nach 1819 war er außerdem als Zensor tätig, wobei politische Schriften nicht zu seinem Aufgabengebiet gehörten. Seine letzten Lebensjahre waren durch eine schwache Gesundheit geprägt.

## Werke (Auswahl)
- Theses juris controversi, Braun, Gießen 1786.
- Catholicon, Nemnich, Hamburg 1793–1798.
- Allgemeines Polyglotten-Lexicon Der Naturgeschichte, 6 Bände, Hamburg, Leipzig und Halle 1793–1798.
- Comptoir-Lexicon in neun Sprachen für Handelsleute, Rechtsgelehrte und sonstige Geschäfftsmänner, Reynold, Hamburg 1803.
- Tönning: Beschreibung des Orts in merkantilischer Hinsicht, Hamburg, Müller 1805.
- Neueste Reise durch England, Schottland, und Ireland: hauptsächlich in Bezug auf Produkte, Fabriken, und Handlung, Cotta, Tübingen 1807.
- Original-Beiträge zur eigentlichen Kenntniß von Holland, 4 Bände, Cotta, Tübingen 1809.
- Archiv patriotischer Wünsche und Vorschläge, bei Gelegenheit der zu erneuernden Hamburgischen Constitution, Hamburg 1814.
- Britische Waaren-Encyclopädie, Nemnich, Hamburg 1815.
- Französische Waaren-Encyklopädie, Treuttel & Würtz, Paris 1815.
- Neues Waaren Lexicon in zwölf SprachenNemnich, 3 Bände, Hamburg 1820.